# Achim Elfers
Achim Elfers (* 20. März 1965 in Paderborn) ist ein deutscher Schriftsteller.

## Leben
Elfers studierte nach seinem Abitur 1985 am Theodorianum die Fächer Philosophie, Germanistik, Musikwissenschaft in Paderborn, Münster und Hamburg. Zwischen 1988 und 1989 arbeitete er als Musikkritiker für das Westfälische Volksblatt und die Neue Westfälische Zeitung in Paderborn. Des Weiteren übte Elfers weitere Tätigkeiten als Taxi-Fahrer und Malteser sowie als Privatlehrer für Deutsch, Latein, Englisch und Französisch aus. Elfers ist seit 2018 Regionalleiter des Vereins Deutscher Sprache (vds) in Ostwestfalen.

## Werke
- Sonderbare Schriften (Erzählungen, Gedichte), Willebadessen, Zwiebelzwerg 1993, ISBN 978-3-9281-8726-8
- Leben mit Franziskus (auf dem Franziskus-Hofe bei Zehdenick), Berlin, Franziskushof e. V 1995, ohne ISBN
- Kleines (ost)westfälisches Wörterbuch, Borchen, Möllmann 2008, ISBN 978-3-89979-110-5
- Das Evangelium der Unschuld (Evangeliumsschrift),  Borchen, Möllmann 2010, ISBN 978-3-89979-130-3
- Die Wunderschönheit des Lebens (Erzählungen),  Borchen, Möllmann 2010, ISBN 978-3-89979-139-6
- Andacht an das Wunderbare (Gedichte), Borchen, Möllmann 2011, ISBN 978-3-89979-145-7
- Glaube und Angst (Erzählungen),  Borchen, Möllmann 2011, ISBN 978-3-89979-158-7
- Der gefangene Sternensohn (Gedichte),  Borchen, Möllmann 2012, ISBN 978-3-89979-173-0
- Knecht Ruprechts Rebellion (Weihnachtsmärchen),  Borchen, Möllmann 2012, ISBN 978-3-89979-183-9
- In heiliger Stille (Erzählungen), Borchen, Möllmann 2013, ISBN 978-3-89979-202-7
- Die Pforte der Erlösung (Gedichte),  Borchen, Möllmann 2013, ISBN 978-3-89979-196-9
- Eines Tages in Marseille (Roman),  Borchen, Möllmann 2014, ISBN 978-3-89979-218-8
- Lehr- und Wörterbuch der Umgangssprache,  Borchen, Möllmann 2015, ISBN 978-3-89979-228-7
- Wie Worte werden. Etymologie der deutschen Sprache für Lernende ab etwa zehn Jahren, Borchen, Möllmann 2015. ISBN 978-3-89979-238-6
- Das glaubst du ja nur! (Erzählungen), Borchen, Möllmann 2016, ISBN 978-3-89979-248-5
- Schuld der Exekutive? (Essay),  Borchen, Möllmann 2016, ISBN 978-3-89979-251-5
- Der Fall des Deutschen (Essay),  Borchen, Möllmann 2017, ISBN 978-3-89979-263-8
- Die Weltenhavener Runde (Roman), Borchen, Möllmann 2017, ISBN 978-3-89979-272-0
- Die Phrasen-Fälscher (Sprechdenk-Typen), Borchen, Möllmann 2018, ISBN 978-3-89979-280-5
- Der Fall der Religion (Essay), Borchen, Möllmann 2018, ISBN 978-3-89979-289-8
- Der Fluss über die Brücke (Novelle), Borchen, Möllmann 2019, ISBN 978-3-89979-302-4
- Delian oder: die Erschaffung des Menschen (Roman), Borchen, Möllmann 2019, ISBN 978-3-89979-309-3
- Sprache und bewohnte Welt 1, Borchen, Möllmann 2020, ISBN 978-3-89979-325-3
- Sprache und bewohnte Welt 2, Borchen, Möllmann 2020, ISBN 978-3-89979-326-0
- Jedes Wort sei ein Gebet (Gedichte), Borchen, Möllmann 2021, ISBN 978-3-89979-317-8
- Als Herausgeber: Der Anglizismen-Index 2019, Paderborn, IFB-Verlag, ISBN 978-3-942409-88-9
- Als Herausgeber: Der Anglizismen-Index 2020, Paderborn, IFB-Verlag, ISBN 978-3-942409-97-1
- Als Herausgeber: Der Anglizismen-Index 2021, Paderborn, IFB-Verlag, ISBN 978-3-942409-88-9